# 奇力 XR-10
Kellett XR-10是一款由奇力於1940年代開發的軍用運輸直升機。根據美國空軍技術指令的要求，該機需能運輸乘客、貨物或傷員。奇力的提案延伸自之前的XR-8的整體佈局，配備雙嚙合轉子，並於10月16日根據西科斯基、貝爾直升機和 Platt-LePage 的提案被空軍接受。
XR-10類似於放大版的 XR-8，它的雙發動機安裝在機身兩側的短艙中，透過長傳動軸驅動旋翼，並且飛機完全由金屬蒙皮。兩架原型機中的第一架於1947年4月24日首飛，是當時在美國飛行的最大旋翼機。然而，在試飛過程中，兩個旋翼在飛行中會相撞（XR-8同時也有此問題）。在修改後，飛行測試繼續進行，但1949年10月3日，第一架原型機因控制系統故障墜毀，並導致奇力的首席試飛員 Dave Driskill身亡。不久後該計畫就被放棄了，16座民用改型KH-2最終也只停留在圖紙上。

## 外部連結
- aerofiles.com （页面存档备份，存于）
- NASM website Archive.today的存檔，存档日期2011-08-07

- "Heaviest Copter Checks Out" , September 1947, Popular Science （页面存档备份，存于） bottom of page